# Saint-Paterne-Racan
Saint-Paterne-Racan – miejscowość i gmina we Francji, w Regionie Centralnym, w departamencie Indre i Loara.
Według danych na rok 1990 gminę zamieszkiwało 1449 osób, a gęstość zaludnienia wynosiła 30 osób/km² (wśród 1842 gmin Regionu Centralnego Saint-Paterne-Racan plasuje się na 274. miejscu pod względem liczby ludności, natomiast pod względem powierzchni na miejscu 98.).